# تا شب (فیلم)
تا شب (به انگلیسی: Until the Night) فیلم درام آمریکایی محصول سال ۲۰۰۴ به نویسندگی و کارگردانی گرگوری هاتاناکا و با بازی نورمن ریدس، کاتلین رابرتسون، میسی کرایدر و شان یانگ است.

## داستان‌
رابرت (نورمن ریدس) نویسنده‌ای است که اخیراً زیاد ننوشته‌است؛ در عوض، او مشغول پیشبرد مرزهای نویسندگی با ترکیبی سمی از کسالت، مواد مخدر و رابطه عاشقانه با زنی متاهل به نام الیزابت (کاتلین رابرتسون) است. با وجود وضعیت تأهل الیزابت، رابرت کاملاً عاشق او می‌شود.

## بازیگران
- نورمن ریدس در نقش رابرت
- کاتلین رابرتسون در نقش الیزابت
- میسی کرایدر در نقش مینا
- شان یانگ در نقش کوزما
- سارا لاسز در نقش کارینا
- مایکل تی. وایس در نقش دنیل
- ماتیو ستل در نقش مایکل
- ایمی گراهام در نقش سینتیا
- بوید کستنر در نقش دیوید
- کایلا یو در نقش علی
- استنلی بی. هرمان در نقش دکتر مایرز
- دنیل جیمز در نقش مالی